# Krzysztof Palczewski (biochemik)
Krzysztof Palczewski (ur. 24 czerwca 1957 w Sycowie) – polski biochemik pracujący w USA, badacz biochemii wzroku, odkrywca mechanizmu działania rodopsyny w procesie utraty wzroku.

## Życiorys
W 1980 ukończył studia chemiczne na Uniwersytecie Wrocławskim, w 1986 obronił pracę doktorską z biochemii na Politechnice Wrocławskiej. Następnie wyjechał do USA. W latach 1986–1989 pracował na University of Florida, w latach 1990-1992 w Oregon Health Sciences University,  w latach 1992-2005 na University of Washington, od 2005 kieruje Wydziałem Farmakologii Case Western Reserve University.
Dokonał skrystalizowania i opisał struktury molekularne rodopsyny, odkrył mechanizmy powodujące prowadzącą do utraty wzroku degenerację siatkówki oka (w szczególności plamki żółtej). Było to pierwsze w historii opisanie struktury krystalicznej jednego z receptorów związanych z białkami G. Za badania te otrzymał w 2012 Nagrodę Fundacji na rzecz Nauki Polskiej. Jest także laureatem wielu naukowych nagród amerykańskich, m.in. Humboldt Research Award for Senior U.S. Scientists (2000), The Friedenwald Award (2014), Maurice Saltzman Award (2014), Beckman - Argyros Award in Vision Research (2014).
W 2015 otrzymał razem ze swoim zespołem grant w wysokości 3,3 miliona USD od National Eye Institute na stworzenie dwufotonowego oftalmoskopu, który pozwoli na szybsze wykrywanie chorób oczu.
Od 2015 jest członkiem zagranicznym Polskiej Akademii Umiejętności
W 2011 został odznaczony Krzyżem Kawalerskim Orderu Zasługi Rzeczypospolitej Polskiej (M.P. z 2012, nr 112, poz. 1134).